# دانشگاه بیهاچ
دانشگاه بیهاچ (به لاتین: University of Bihać) یک دانشگاه در بوسنی و هرزگوین است که در بیهاچ واقع شده‌است.